# Na Łąkach (Brodnica Górna)
Na Łąkach – część wsi Brodnica Górna w Polsce, położona w województwie pomorskim, w powiecie kartuskim, w gminie Kartuzy, na terenie Kaszubskiego Parku Krajobrazowego. Wchodzi w skład sołectwa Brodnica Górna. 
W latach 1975–1998 Na Łąkach administracyjnie należało do województwa gdańskiego.